# Tresticklan Nationalpark
59°2′28″N 11°45′27″Ø / 59.04111°N 11.75750°Ø
Nationalparken Tresticklan er en stor, af mennesker relativt upåvirket naturskov, karakteriseret ved lave og golde fyrretræer, og nåleskovfugle som tjur, urfugl og  hjerpe
Den ligger i den nordvestlige del af Dalsland, mod grænsen til Norge, i Dals-Eds kommun i Västra Götalands län i Sverige.
Højeste punkt hedder Orshöjden.
Området har en relativt artfattig flora. Under navnet  Trestickla-Boksjön er nationalparken siden januar 2005 klassificeret som et  Natura 2000-område.